# Джафарова Олена В’ячеславівна
Джафарова Олена В'ячеславівна (нар. 11 грудня 1978, Харків) — український вчений-правознавець, професор кафедри адміністративної діяльності поліції Харківського національного університету внутрішніх справ. Доктор юридичних наук (2015), професор (2016).

## Життєпис
Народилася 11 грудня 1978 року у Харкові. Після закінчення у 1996 році середньої школи № 8 Чугуєва вступила до Національного університету внутрішніх справ, який закінчила 2001 року з відзнакою, отримавши кваліфікацію «юрист» за спеціальністю «Правознавство» та кваліфікацію «спеціаліст з менеджменту» за спеціальністю «Адміністративний менеджмент». Того ж року була призначена на посаду викладача кафедри адміністративного права та адміністративної діяльності ОВС Національного університету внутрішніх справ.
2001 року вступила до ад'юнктури Національного університету внутрішніх справ, яку закінчила достроково у 2003 році захистом дисертації на тему «Правові основи партнерства міліції і населення» зі спеціальності 12.00.07 — теорія управління; адміністративне право і процес; фінансове право; інформаційне право.
З 2003 до 2006 року — викладач, старший викладач кафедри адміністративного права та адміністративної діяльності ОВС Національного університету внутрішніх справ.
З 2006 до 2010 року — доцент кафедри адміністративної діяльності ОВС Харківського національного університету внутрішніх справ.
2008 року присвоєно вчене звання доцента кафедри адміністративної діяльності органів внутрішніх справ.
З 2010 до 2016 року — професор кафедри адміністративної діяльності ОВС Харківського національного університету внутрішніх справ.
2015 року захистила дисертаційне дослідження на здобуття наукового ступеня доктора юридичних наук на тему "Дозвільна діяльність органів публічної адміністрації в Україні: адміністративно-правові засади"зі спеціальності 12.00.07 — адміністративне право і процес; фінансове право; інформаційне право.
2016 року присвоєно вчене звання професора кафедри адміністративної діяльності органів внутрішніх справ.
З 2016 до теперішнього часу — професор кафедри адміністративної діяльності поліції Харківського національного університету внутрішніх справ.
Професор Джафарова О. В. є членом спеціалізованої вченої ради К 26.503.01 у Науково-дослідному інституті публічного права із захисту дисертацій на здобуття наукового ступеня кандидата юридичних наук.
Під науковим керівництвом Джафарової О. В. захищено 1 докторську дисертацію та 7 дисертацій на здобуття наукового ступеня кандидата юридичних наук.
Коло наукових інтересів: дозвільна діяльність органів публічної влади (ліцензування, реєстрація, сертифікація, акредитація тощо), адміністративно-правові засади діяльності правоохоронних органів та адміністративне судочинство.

## Наукові праці
Джафарова О. В. є автором та співавтором понад 150 наукових та навчально-методичних праць, зокрема трьох монографій, трьох підручників, п'яти навчальних посібників, п'яти науково-практичних коментарів нормативно-правових актів тощо. Основні з них:
1. Адміністративна діяльність органів поліції України: підручник / [О. І. Безпалова, О. В. Джафарова, В. А. Троян та ін. ] ; за заг. ред. д-ра юрид. наук, доц. В. В. Сокуренка. — Х. : ХНУВС, 2017. — 544 с.
2. Адміністративна діяльність поліції у питаннях та відповідях: навчальний посібник / [О. І. Безпалова, О. В. Джафарова, С. М. Князєв та ін. ] ; за заг. ред. д-ра юрид. наук, проф., акад. НАПрН України О. М. Бандурки. — Х. : ХНУВС, 2017. — 288 с.
3. Правове регулювання управлінської та правоохоронної діяльності у сфері оподаткування: монографія [О. П. Рябченко, С. Ф. Денисюк, О. В. Джафарова, С. О. Шатрава та ін.]; за заг. ред. проф. О. П. Рябченко. — Х. : Панов, 2016. — 472 с.
4. Джафарова О. В. Дозвільна діяльність органів публічної адміністрації в Україні: питання теорії та практики: монографія / О. В. Джафарова. — Х. : Диса плюс, 2015. — 688 с.
5. Джафарова О. В. Судові рішення в адміністративному судочинстві: питання теорії та практики: монограф. / О. В. Джафарова, Я. П. Синицька. — Х. : НикаНова, 2014. — 238 с.
6. Адміністративне судочинство: навч. посіб. / [О. П. Рябченко, С. Ф. Денисюк, О. В. Джафарова, Т. Є. Кагановська, С. О. Шатрава та ін.]; за заг. ред. О. П. Рябченко. — 2-ге вид., перероб. і доп. — Х. : ХНУ імені В. Н. Каразіна, 2014. — 304 с.
7. Судові та правоохоронні органи України. навч. посіб. / С. Ф. Денисюк, О. В. Марцеляк, О. В. Джафарова, С. О. Шатрава та ін. — Х. : ФО-П Шейніна О. В., 2010. — 288 с.
8. Адміністративне судочинство: навч. посіб. / [О. П. Рябченко, С. Ф. Денисюк, О. В. Джафарова, Т. Є. Кагановська та ін.] ; за заг. ред. О. П. Рябченко. — Х. : ХНУ імені В. Н. Каразіна, 2010. — 232 с.
9. Правове забезпечення господарської діяльності: навч. посіб. / [В. Д. Понікаров, С. Ф. Денисюк, О. В. Джафарова та ін. ]; за ред. проф. В. Д. Понікаров. — Х: ФО-П Шейніна О. В., 2009. — 343 с.
10. Адміністративна діяльність органів внутрішніх справ. Загальна частина: підручник / [О. П. Рябченко, О. М. Бандурка, С. М. Гусаров, С. Ф. Денисюк, О. В. Джафарова, С. О. Шатрава та ін.] ; за заг. ред. Рябченко О. П. — Х. : Харк. нац. ун-ту внутр. справ, 2009. — 256 с.

## Нагороди
Нагороджена відзнакою МВС України «За відзнаку в службі» І та II ступеню, та відзнакою — медаллю «За сумлінну службу» ІІ та ІІІ ступеню, Почесними грамотами Харківської обласної державної адміністрації та Харківського міського голови.